# Gnamptogenys tornata
Gnamptogenys tornata är en myrart som först beskrevs av Julius Roger 1861.  Gnamptogenys tornata ingår i släktet Gnamptogenys och familjen myror. Inga underarter finns listade i Catalogue of Life.